# NGC 3723
NGC 3723 est une galaxie lenticulaire située dans la constellation de la Coupe. NGC 3723 a été découverte par l'astronome britannique Andrew Ainslie Common en 1880.

## Caractéristiques
Sa vitesse par rapport au fond diffus cosmologique est de 6 709 ± 52 km/s, ce qui correspond à une distance de Hubble de 99,0 ± 7,0 Mpc (∼323 millions d'al).
À ce jour, une mesure non basée sur le décalage vers le rouge (redshift) donne une distance d'environ 80,200 Mpc (∼262 millions d'al). Cette valeur est à l'extérieur mais compatible avec les valeurs de la distance de Hubble. Notons que c'est avec la valeur moyenne des mesures indépendantes, lorsqu'elles existent, que la base de données NASA/IPAC calcule le diamètre d'une galaxie et qu'en conséquence le diamètre de NGC 3723 pourrait être d'environ 17,3 kpc (∼56 400 al) si on utilisait la distance de Hubble pour le calculer.